# Adiabena
Adiabena (iz starogrškega Ἀδιαβηνή [Adiabene], ki izvira iz klasičnega sirskega ܚܕܝܐܒ, [Ḥaḏy’aḇ ali Ḥḏay’aḇ], staroperzijsko Nodshirakan, armensko Նոր Շիրական, [Nor Shirakan]) je bila antično kraljestvo v Asiriji s prestolnico v Arbeli, sodobnem Arbilu v Iraku.
Njeni vladarji so se v 1. stoletju  spreobrnili iz ašurizma v judaizem. Kraljica Helena Adiabenska, v hebrejskih virih znana kot Heleni HaMalka, se je preselila v Jeruzalem, kjer je zase in za svoja sinova Izata bar Monobaza in Monobaza II. zgradila palače v severnem delu Davidovega mesta južno od Tempeljskega griča. Po Talmudu sta tako Helena kot Monobaz darovala velike vsote denarja Jeruzalemskemu templju.

## Lokacija
Adiabena je obsegala del Asirije med rekama Veliki Zab (Lycus) in Mali Zab (Caprus), čeprav Amian Marcelin trdi, da so ji pripadale tudi Ninive, Ekbatana in Gavgamela. Uradno je bila nekaj stoletij odvisna od Partskega cesarstva, od 1. stoletja pr. n. št. pa je bila neodvisna. V talmudskih spisih se imenuje חדייב, חדייף in  הדייב, kar ustreza sirski obliki njenega imena Hadyab ali Hedayab. Glavno mesto države je bila Arbela (Arba-ilu), kjer je imel svojo šolo Bar Ukba, ali v bližini Hazaha, katerega so Arabci kasneje tudi imenovali Arbela. V Kiddushin 72a se z Adiabeno istoveti svetopisemski Habor, v  Yerushalmi Megillah i. 71b pa Rifat.

## Prebivalstvo
V zgodnji antiki je bila Adiabena del Asirskega cesartva, naseljena z Asirci. Kasneje je imela mešano prebivalstvo. Po Pliniju so bila v regiji naseljena štiri plemena: Oronti, Alani, Azoni in Siliki. Jožef Flavij v Judovskih starinah  piše, da je bilo v kraljestvu poleg Asircev tudi veliko Judov, kar jr privedlo do ustanovitve prominentne rabinske akademije v Arbeli. V sasanidskem obdobju so v politično ospredje prišli Perzijci. Kasneje je Adiabena postala nadškofija s sedežem metropolita v Arbeli.
Iz imen adiabenskih vladarjev je Ernst Herzfeld zaključil, da so bili člani vladarske hiše sakskega/skitskega porekla.  Kasnejše jezikoslovne študije iranskih narečij so pokazale, da gre za pogosta imena zahodnega srednjega Irana.
Domneva se, da je adiabensko vladarsko družino, ki je zbežala pred invazijo cesarja Trajana, zamenjala Amatunska dinastija, ki je vladala na ozemlju med Urmijskim jezerom in jezerom Van.

## Zgodovina
V antiki je bila Adiabena integralni del Asirije.

### Ahemenidsko obdobje
Izgleda, da je bila Adiabena v ahemenidskem obdobju  vazalna država perzijskih šahov. V njej so ves čas vladali člani Ahemenidske dinastije. Ardašir III., ki je vladal od 628 do 630 n. št., se je pred prihodom nsa perzijski prestol naslavljal s »kralj Hadžaba«. Vojaška enota Deset tisoč, sestavljena večinoma iz grških najemnikov, se je po porazu v bitki pri Kunaksi skozi Adiabeno umaknila proti Črnemu morju.

### Helenistično obdobje
V tem obdobju je bila majhno kraljestvo z vrsto domorodnih vladarjev, verjetno odvisno najprej od Makedonskega in nato Selevkidskega cesarstva.

### Partsko obdobje
Po helenističnem obdobju je Adiabena postala vazalna država Partskega cesarstva. V 1. stoletju pr. n. št. in 1. stoletju n. št. je med vladanjem niza kraljev, začenši z Monobazom I. in njegovim sinom Izatom I., je pridobila nekaj veljave. Za kralja Monobaza I. je znano, da je bil zaveznik haracenskega kralja Abeneriga in da je na njegovem dvoru nekaj časa živel njegov sin Izat II. bar Monobaz, ki se je zatem poročil z Abenerigovo hčerko Simaho. Adiabenski kralji so imeli nekaj vpliva tudi na manjša kraljestva na obrobju Partskega cesarstva.

#### Kraljeva družina se spreobrne v judaizem
Izat II., sin Monobaza I., in njegova žena Helena Adiabenska sta pred prihodom na prestol med bivanjem v Haraks Spasinu prestopila v judaizem. Približno istočasno se je spreobrnila tudi njegova mati Helena.
V tem obdobju je v Partskem cesarstvu vladal kaos z nizom kraljev in protikraljev, ki so se hitro menjavali na perzijskem prestolu. Artaban II. Partski, ki je bil kralj Atropatene, je zamenjal Voloneza I., ki je bil vzgojen v Rimu in zato nenaklonjen domačemu perzijskemu prebivalstvu. Artaban je moral kmalu zatem pred rivalskim kraljem Tiridatom III. pobegniti v Hirkanijo. Leta 36 se je vrnil in se v strahu pred zaroto zatekel na Izatov dvor. Izat, ki je bil  očitno dovolj močan, da je vrnil Artabana na perzijski prestol, je za uslugo   dobil nekaj kraljevskih časti in mesto Nisibis. Okoli leta 40 se je na račun svojega polbrata Vardana I. na prestol povzpel Artabanov posvojenec Gotarz II..  Leta 49 je rimski cesar Klavdij poslal iz Rima Vononovega sina Meherdata Mitridata, da bi prevzel partski prestol. Izat je igral dvojno vlogo, čeprav je bil na videz na Gotarzovi strani. Nekaj let kasneje je Vologes I. nameraval napasti Adiabeno in kaznovati Izata, vendar se je moral zaradi napada Dahov in Skitov vrniti v domovino.
Izata II. je na prestolu zamenjal starejši brat Monobaz II.. Leta 61 je poslal kontingent vojakov v Armenijo, da bi podprli partskega kandidata za armenski prestol  Tiridata I. proti Tigranu VI., ki je vdrl na ozemlje Adiabene. Monobazovo vojsko so v Tigranocerti odbili. Med Parti in Rimom je bil leta 63 v Randei sklenjem mir. Parti so proti koncu 60. in na začetku 70. let podprli Jude v njihovem uporu proti Rimskemu imperiju.

### Rimsko medvladje
Glavni Trajanov nasprotnik v Mezopotamiji leta 115 je bil Meharasp, zadnji kralj neodvisne Adiabene. Trajan ga je napadel in po njegovem porazu Adiabeno priključil k rimski provinci Asiriji. Leta 117 se je njegov naslednik Hadrijan umaknil iz  Asirije, Mezopotamije in Armenije. 
Poleti leta 195 je Mezopotamijo napadel Septimij Sever in leta 196 pred Adiabeno izgubil tri divizije. Kasij Dion piše, da je Arbelo osvojil Karakala  leta 216.  Preiskal je vsa tamkajšnja grobišča, da bi odkril grobove arsakidskih kraljev, in med iskanjem uničil veliko grobov antičnih kraljev.

### Provinca Sasanidskega cesarstva
Leta 224 so Parte strmoglavili Sasanidi. Fevdalci, ki so ostali zvesti Partom, so se upirali prodiranju Sasanidov v Adiabeno in Atropateno. Zaradi njihovega odpora in verskih razlik se Adiabena nikoli ni obravnavala kot integralni del Irana, tudi med sasanidsko vladavino, ki je trajala več stoletij. 
Po odhodu Rimljanov je v 4. stoletju glavna vera v Adiabeni postalo  krščanstvo. Njeni prebivalci, večinoma asirski kristjani, so raje kot na stran zoroastrijanskih sasanidov stopili na stran krščanskega Rima. Med bizantinsko-sasanidskimi vojnami je bila v regiji bizantinska vojska, meje nekdanje province pa so kljub temu ostale takšne, kot so bile. Adiabena je ostala provinca Perzijskega cesarstva do islamske osvojitve Perzije.

## Vladarji
Vsi datumi so približni.
1. Izat I. (? - okoli 15/30 n. št.)[22]
2. Bazej Monobaz I. (20. leta ? – okoli 36)[23]
3. Heleni (okoli 30 – okoli 58)
4. Izat II. bar Monobaz (okoli 36 – 55/59)
5. Vologaz (partski upor proti Izatu II.) (okoli 50)
6. Monobaz II. bar Monobaz (55/59[23] – konec 60./sredine 70. let)
7. Meharasp (? – 116)
8. Rimski cesarji (116–117)
9. Rakbakt (?-191) (partski guverner alanskega porekla) [24]
10. Narsaj Adiabenski (okoli 213-224)
11. Sasanidski cesarji (226–649)
12. Ardašir II. (344-376
13. Afraat  (okoli 310)